# Tatsh
Tatsh（タッシュ、1981年3月1日 - ）は、日本の作曲家、編曲家。千葉県出身。清水 達也（しみず たつや）、世阿弥（ぜあみ）の名義でも活動している。血液型はA型。トイロジック所属。

## 概要
18歳から音楽家として活動を始め、TV番組やCMの音楽制作、Ya-Ya-yahへの楽曲提供などを行い、『beatmania IIDX 10th style』への楽曲提供をきっかけにコナミ株式会社へ入社。beatmania IIDXシリーズのサウンド・ディレクターとして制作に携わり（『beatmania IIDX 13 DistorteD』まで）、また他のBEMANIシリーズにも楽曲を提供した。
2007年にコナミを退社、フリーランス作曲・編曲家を経て、現在はトイロジックのサウンド担当として活動。2011年10月27日、beatnation Recordsから自身の1stアルバム「MATERIAL」をリリース。
TBSアニメ『ひだまりスケッチ×365』OPテーマ「?でわっしょい」にてアニソンデビューを飾り、以降様々な作品に楽曲を提供している。
同人音楽活動も積極的に行っており、2008年のコミックマーケット74から「TatshMusicCircle」のサークル名で参加している。
音楽学校JBG音楽院にて不定期開催セミナーの講師を務めた後、2012年より音楽講師としての活動も開始。2015年9月から2020年まで新団体・Music Planzで講師を務めた。
また、バンダイナムコゲームスの『太鼓の達人』や、タイトーの『ミュージックガンガン!』、『グルーヴコースター』にて「世阿弥」名義で提供されている楽曲が彼によるものではないかとTwitter上などで推測されていた。当初は否定していたものの、2014年6月14日に開催された「太鼓の達人 ドンだー！日本一決定戦2013 全国大会」にてTatshが登場し、本人から世阿弥とTatshが同一人物であると公表された。
2021年3月に第4期公式VIVEアンバサダーに就任。
2023年10月22日、株式会社トイロジックのサウンド担当スタッフになったこと、TatshMusicCircleおよびフリーランスとしての活動を休止することをX (旧：Twitter)で発表した。

## 主な作品

### BEMANIシリーズ
括弧内の前者は初出のゲーム名、後者はアーティスト名義。
- beatmania IIDX
  - PLATONIC-XXX （10th style/platoniX (RB style)） - DDR収録曲、「Secret Rendez-vous」の日本語カバー。
  - CARRY ON NIGHT (English version) （10th style/platoniX (EURO style)）
  - Don't be afraid myself （11 IIDXRED/platoniX with ray.D）
  - GENOCIDE （11 IIDXRED/dj Killer）
  - RED ZONE （11 IIDXRED/Tatsh & NAOKI）また、jubeatでもプレイできる。
  - Sphere （11 IIDXRED/Tatsh feat. K.Nayuki）
  - Love Again... （家庭用11 IIDXRED/Tatsh feat. Junko Hirata）
  - Scripted Connection⇒ （12 HAPPY SKY/DJ MURASAME）
    - 家庭用12 HAPPY SKYからN Mix、H Mix、A Mixと難易度ごとに分けられ、その後AC版にも適用された。N Mix→H Mix→A Mixで曲が繋がる。

  - Twelfth Style （12 HAPPY SKY/Tatsh & DAYBREAKERS NEXT）
  - Under the Sky （12 HAPPY SKY/南さやか (BeForU) with platoniX）
  - Xepher （12 HAPPY SKY/Tatsh）
  - 月光 （12 HAPPY SKY/Tatsh feat.星野奏子）
  - 冥 （12 HAPPY SKY/Amuro vs Killer）
  - Scripted Connection⇒long mix （家庭用12 HAPPY SKY/DJ MURASAME）
    - 家庭用12 HAPPY SKYの段位認定（いわゆる裏七級）でのみプレイできる。それぞれのAnother譜面よりも難度が高い。

  - タシカナモノ （13 DistorteD/星野奏子 with the BAND）
  - D.C.fish （13 DistorteD/DJ MURASAME）
  - DEEP ROAR （13 DistorteD/NAOKI & Tatsh） - DDR収録曲、「Brilliant R・E・D」の日本語カバー。
  - Double ♡♡ Loving Heart （13 DistorteD/Tatsh feat.Junko Hirata & Sayaka Minami）
  - OVER DRIVE （13 DistorteD/Tatsh） - エンディング曲
  - The Dirty of Loudness （13 DistorteD/Tatsh Assault X）
  - Zenius -I- vanisher （13 DistorteD/Tatsh）
  - 華蝶風雪 （13 DistorteD/白虎）
  - Bleeding Luv 〜Immorality act〜 （家庭用13 DistorteD/Xephia(Tatsh＋Yuta)）
  - ANTHEM LANDING （18 Resort Anthem/DJムラサメ） - Normal→Hyper→Anotherで曲が繋がる。
  - reunion （18 Resort Anthem/Tatsh）
  - 24th Century BOY （19 Lincle/Tatsh）
  - Change the World （19 Lincle/Tatsh feat.小田ユウ）
  - SHADE （19 Lincle/DJ MURASAME vs dj Killer） - Normal→Hyper→Anotherで曲が繋がる。
  - Trust -MATERIAL ver- (IIDX Edition) （19 Lincle/Tatsh feat. ヨーコ） - アルバム「MATERIAL」から先行配信
  - The Limbo （19 Lincle/STN）
  - Light and Cyber... （20 tricoro/Tatsh）
  - SYNC-ANTHEM （20 tricoro/Tatsh feat. 星野奏子）
  - 仮想空間の旅人たち （20 tricoro/DJ MURASAME） - ANTHEM LANDINGやSHADE等と異なり難易度ではなくシングルプレイ→ダブルプレイで曲が繋がるという前代未聞の譜面になっている。
- pop'n music
  - 桃源絵巻 （13 カーニバル/菜-sai-） - 小野秀幸との共作。
  - 麻雀格闘倶楽部特別接続曲（13 カーニバル/麻雀格闘倶楽部） - メドレー楽曲。妹尾和浩,Y.T.,Kozo Nakamura,wac,TOMOSUKEとの共作。
  - 旅立ちの唄 （14 FEVER!/Tatsh feat. Junko Hirata）
  - BREAK THROUGH THE DREAM （14 FEVER!/Tatsh feat.シモン＆カミナ）
  - スイーツ・ドリーム （Sunny Park/Tatsh feat.Prico）
- Dance Dance Revolution
  - Trust -Dance Dance Revolution mix- （SuperNOVA2/Tatsh feat. ヨーコ）
  - Uranus （SuperNOVA2/Tatsh SN 2 Style）
  - Lesson by DJ （HOTTEST PARTY/U.T.D & Friends） - U1-ASAMi、Scotty D.との共作。Tatshは楽曲製作担当。
- GUITARFREAKS & drummania
  - Venus （GuitarFreaks V3 & DrumMania V3/Tatsh+RayZY） - RayZYとの共作。
  - 流星☆JUMP! （GuitarFreaks XG3 & DrumMania XG3/Tatsh feat.REN）
  - Like&Love （GITADORA/Tatsh feat. REN）
- jubeat
  - HEAVENLY MOON （copious/Tatsh）
  - 蒼天 （saucer/Tatsh）
- REFLEC BEAT
  - 透明なエモーション （REFLEC BEAT/Tatsh feat. RUNA）
  - キラキラ☆ステーション （limelight/Tatsh feat.Prico）
  - IMAGE -MATERIAL- <REFLEC BEAT Edition> （limelight/Tatsh）
  - Wizard （colette/Tatsh）

### BEMANIシリーズ以外の音楽ゲーム
（）内は初出のゲーム名と名義。※は同人CDからの収録。
- 太鼓の達人
  - 燎原ノ舞 （太鼓の達人12 ド〜ン!と増量版/世阿弥）- 譜面制作も担当。
  - 旋風ノ舞 （太鼓の達人Wii ドドーンと2代目!/世阿弥）- 歌唱は彩音。
  - 天妖ノ舞 （太鼓の達人DS ドロロン! ヨーカイ大決戦!!/世阿弥） - 歌唱は天子(今井麻美の別名義)。
  - Black Rose Apostle （太鼓の達人Wii みんなでパーティ3代目/世阿弥）- 譜面制作(おにの裏譜面)も担当。
  - White Rose Insanity （太鼓の達人ぽ〜たぶるDX/世阿弥） - 歌唱はInsanityのボーカルの狂。
  - Red Rose Evangel （太鼓の達人 新筐体/世阿弥） - 歌唱は彩音。作詞は観阿弥。
  - Blue Rose Ruin （太鼓の達人 Wii 決定版/世阿弥）
  - Purple Rose Fusion （太鼓の達人 新筐体 KATSU-DONVer./世阿弥）
  - 幽玄ノ乱 （太鼓の達人 新筐体 モモイロVer./世阿弥）
  - 双竜ノ乱 （太鼓の達人 新筐体 キミドリVer./世阿弥）
  - Xa （太鼓の達人 新筐体 キミドリVer./Tatsh）
  - 紫煌ノ乱 （太鼓の達人 新筐体 ムラサキVer./世阿弥）
  - 天照 （太鼓の達人 新筐体 レッドVer./Tatsh a.k.a 世阿弥）
  - 月読命（太鼓の達人イエローVer/Tatsh a.k.a世阿弥）
  - 須佐之男（太鼓の達人ブルーVer/Tatsh a.k.a 世阿弥）
  - Clotho クロートー （太鼓の達人ブルーVer/Tatsh feat. 小田ユウ）
  - Hold me tight （太鼓の達人ニジイロ2021ver/Tatsh&musica with パークマンサー)
- ミュージックガンガン!
  - ミュージック・リボルバー （ミュージックガンガン!2/世阿弥） - 譜面制作(VERY HARD譜面)も担当。後に太鼓の達人 新筐体、グルーヴコースターZERO、CHUNITHM NEWにも移植された。
- グルーヴコースター
  - グルーヴ・リボルバー （アーケード版GROOVE COASTER/世阿弥）
  - 聖者の鼓動 （アーケード版GROOVE COASTER/世阿弥）
  - 聖者の息吹 （GROOVE COASTER EX/世阿弥 vs Tatsh）
  - FOUR SEASONS OF LONELINESS verβ feat.サリヤ人 （GROOVE COASTER EX/TatshMusicCircle）※
  - Weave Detonator （GROOVE COASTER EX/Sampling Masters MEGA & Tatsh）※
  - STARLIGHT TWILIGHT -GC edit- （GROOVE COASTER EX/Tatsh feat. 彩音）
  - CYBER Sparks （GROOVE COASTER EX/TatshMusicCircle）※
  - 零式＜Type-ZERO＞ （GROOVE COASTER 2/世阿弥）
  - Cruel Moon NuMIX （GROOVE COASTER 2/TatshMusicCircle）※
  - メシアの邂逅 （GROOVE COASTER 2/Tatsh）
  - FREE CONNECTION 2 -G.C.スペシャルエディットVer.- （GROOVE COASTER 2/DJ MURASAME）※
  - BlazeConductor （GROOVE COASTER 2/TatshMusicCircle）※
  - FullMoon （GROOVE COASTER 2/TatshMusicCircle）※
  - FEEL MY BEAT! （GROOVE COASTER 3/Tatsh(TatshMusicCircle) × 黒田椋子(IOSYS)）
  - White World feat. 小田ユウ （GROOVE COASTER 3/TatshMusicCircle）※
  - Ring a bell beautifully -GAME Edit- （GROOVE COASTER 3EX/TatshMusicCircle）※
  - TECHNO COMPLEX （GROOVE COASTER 3EX/DJ MURASAME a.k.a Tatsh）
  - DIVINE PLACE （GROOVE COASTER 3EX/TatshMusicCircle）
  - DullaRush （GROOVE COASTER 3EX/TatshMusicCircle）
  - 聖者の覚醒 （GROOVE COASTER 3EX/世阿弥 a.k.a Tatsh）
  - Tropics -GC edit- （GROOVE COASTER 4/DJ MURASAME feat. 小田ユウ）
  - Xand-Roid （GROOVE COASTER 4/Tatsh）
  - 二つの魂を剣に託して （グルーヴコースター ワイワイパーティー!!!!/Tatsh feat. 小田ユウ）※
  - 聖者の祈願 （GROOVE COASTER 4MAX/Tatsh）
  - VELVET (Tatsh Remix) （グルーヴコースター ワイワイパーティー!!!!/Remixed by Tatsh）
- CROSS×BEATS
  - Impact （CROSS×BEATS/Tatsh）
  - Cross＋Angel （CROSS×BEATS/Tatsh feat. 彩音）
  - CrossShooter （CROSS×BEATS/Tatsh）
  - I.D. （CROSS×BEATS/Tatsh feat. 彩音）
  - Devil's Classic （crossbeats REV./Tatsh）
  - Chase the WAVE （crossbeats REV./Tatsh feat. AKINO with bless4）
  - THE SUN （crossbeats REV. SUNRISE/Tatsh）
  - S.T.E （CROSS×BEATS/Tatsh）
  - EVERYTHING （crossbeats REV. SUNRISE/Tatsh feat.小田ユウ）
  - Awake,Speedy （crossbeats REV. SUNRISE/DJ MURASAME）
- Cytus
  - Green Eyes （Persona）
  - AREA184 （Persona）
  - Realize （Persona）
  - Red Eyes （Persona）
  - Molto Allegro （Persona）
  - AREA 184 -Platinum mix- （Persona）
  - Blue Eyes （Persona）
  - Hydrangea （Cytus II/Tatsh）
  - BloodyMare （Cytus II/Tatsh Assault X）
  - AssaultMare （Cytus II/Tatsh Assault X）
  - 黎明-REIMEI- （Cytus II/Tatsh）
- Deemo〜ラスト・リサイタル〜
  - Daylight （Tatsh）
  - Rise Up （Tatsh）
  - Need Your Luv （Tatsh）
  - Rebellion （Tatsh）※
  - from RestedPoint （Tatsh）※
- VOEZ
  - SMILE GENERATION （Tatsh feat. 小田ユウ）
  - Asian Dance （Tatsh）
- Pump It Up
  - 信仰 -1st desire- feat.小田ユウ （2015 PRIME/TatshMusicCircle）※
  - 空の調べ （2015 PRIME/TatshMusicCircle）※
  - FOUR SEASONS OF LONELINESS verβ （2015 PRIME/TatshMusicCircle）※
  - 哀、揺れて・・・ （2015 PRIME/TatshMusicCircle）※
  - PRIME （2015 PRIME/Tatsh）
  - Moon Light Dance （2017 PRIME2/TatshMusicCircle）※
  - Silver Beat （Tatsh feat. Chisa Uezono）
- maimai
  - GEMINI -M- （maimai PiNK/Tatsh）
  - Arrival of Tears （maimai MiLK/彩音）
  - Xevel （maimai MiLK/Tatsh）
  - CYBER Sparks （maimai MiLK/Tatsh）※
- CHUNITHM
  - GEMINI -C- （CHUNITHM PLUS/Tatsh）
  - Xevel （CHUNITHM STAR/Tatsh）
  - REDRAVE （CHUNITHM NEW/Tatsh&NAOKI feat.Kent Alexander）※
  - BLUE ZONE （CHUNITHM NEW/Tatsh x NAOKI）
  - ミュージック・リボルバー （CHUNITHM NEW/世阿弥）
- Lanota
  - Eternal Love （Tatsh feat. Odayuuu）
  - Eschatology （Tatsh & Scarlette）
- polytone
  - TECHNO BLINK （DJ MURASAME）
- SEVEN's CODE
  - Secret Heaven （Tatsh † RayZY）
  - REDRAVE （Tatsh & NAOKI feat. Kent Alexander）※
- RESONARK
  - IONOSTREAM （Tatsh）
  - REDRAVE （Tatsh & NAOKI feat. Kent Alexander）※
  - Voiceless Mind （musica）
  - Join （Tatsh feat.musica）
  - Xenophobia - Resonark Edit （Tatsh）※
  - Tutorial （RESONARK4/Tatsh）
  - NuRAVE （RESONARK X/Tatsh）※
  - V.G.S （RESONARK X/Tatsh）※
- Arcaea
  - Xanatos
- MuseDash
  - Hydrangea
- オンゲキ
  - Xevel （オンゲキ R.E.D. PLUS/Tatsh）
  - BLUE ZONE （オンゲキ bright MEMORY/Tatsh x NAOKI）
  - 聖者の鼓動 （オンゲキ bright MEMORY/世阿弥）
  - STARLIGHT TWILIGHT -GC edit- （オンゲキ bright MEMORY/Tatsh feat. 彩音）
- EZ2ON REBOOT:R
  - Start Me Up （Tatsh）
  - Destruction （DJ MURASAME）
- KALPA
  - Eschatology （Tatsh & Scarlette）
  - MienaiYaiba （Tatsh）※
- Paradigm: Reboot
  - Only One Light （Tatsh feat. MAYUMI MORINAGA）
  - REDRAVE （Tatsh & NAOKI feat. Kent Alexander）※
  - Protection （Tatsh feat.みぃ (GET IN THE RING)）※
  - Xenolith （Tatsh）
  - Calorific Refract （Tatsh）
- Rotaeno
  - Calorific Refract （Tatsh）
  - Eschatology （Tatsh & Scarlette）
- Liminality
  - REDRAVE （Tatsh&NAOKI feat.Kent Alexander）※

### アルバム
- MATERIAL （2011年）
  - reunion <Platinum Long Version>
  - Xepher <Platinum Long Version>
  - IMAGE -MATERIAL- <Version 0>
  - GENOCIDE <Version 666>
  - ALIVE 〜偽リノナイ世界〜 <from Limit Black CD>
  - 透明なエモーション <Original Extended>
  - 24th Century Boy <Platinum Long Version>
  - LoveAgain... <Brand New Life Mix>
  - 旅立ちの唄 <Graduation Mix>
  - Venus <Another Phaze Mix>
  - TOPAZ <from Blue Topaz>
  - Trust <DDR New Extended>
  - REDZONE <Platinum Long Version>
  - ELECTROGIC <MATERIAL TECHNO Version>
  - Pieces -MATERIAL- <postlude>

### トイロジックでの担当作品
- Warlander （アリーナモードBGM、SE、ジングル）

## 同人活動

### アルバム
- Tatsh Music Collection -I- （2008年/C74）
  - Introduction -Music Crystal-
  - シンデレラ・ロマンス （初音ミク）
  - 虹と風の丘 （初音ミク）
  - デジタリック・ラヴ （初音ミク）
  - Liberate 〜赤い海の夜明け〜 （初音ミク）
  - Lamentation
  - 電脳旅行記
  - strange forest
- Tatsh Music Collection -J- （2008年/C75）
  - Introduction -deprived Music Crystal-
  - 翼という名の奇跡 （初音ミク、鏡音リン、MEIKO）
  - Love is Dead -Joker edit- feat. 桜井零士&Yuta
  - Splendid Drive
  - Snow Mirage feat. 葉月ゆら
  - Joker feat. 葉月ゆら
  - INFLUENCE OF DARK
  - 天風
- FAR EAST OF EAST （2009年/C76）
  - Introduction MusicCrystal at FAR EAST
  - 宵闇の月に抱かれて feat.彩音 （原曲:東方妖々夢「ネクロファンタジア」）
  - HEAVEN'S GATE feat.JUNY （原曲:東方紅魔郷「亡き王女の為のセプテット」）
  - Compressed power （原曲:東方星蓮船「小さな小さな賢将」）
  - 蛍火 feat.月子 （原曲:東方永夜抄「懐かしき東方の血〜Old World」）
  - GIRL'S SPACE （原曲:東方地霊殿「少女さとり〜3rd eye」）
  - CYBER Sparks （原曲:東方永夜抄「恋色マスタースパーク」）
  - ASIAN DREAM （原曲:東方星蓮船「スカイルーイン」）
  - paraguas （原曲:東方星蓮船「万年置き傘にご注意を」）
  - 幻想の空 feat.葉月ゆら
- WHITE MUTATION （2009年/C77）
  - Black MUTATION （Tatsh feat.片霧烈火）
  - White MIRAGE （Tatsh feat.月子）
  - Appears
  - PSYCHIC SOLDIER
  - Weave Detonator （sampling masters MEGA & Tatsh）
- FAR EAST OF EAST II （2009年/C77）
  - Introduction Music Crystal at 2nd EAST
  - FOUR SEASONS OF LONELINESS feat.サリヤ人 （原曲:東方星蓮船「感情の摩天楼〜Cosmic Mind」）
  - MADNESS IMAGER （原曲:東方地霊殿「霊知の太陽信仰〜Nuclear Fusion」）
  - Aqua Voyage feat.Ne;on （原曲:東方星蓮船「キャプテン・ムラサ」）
  - Eternal Wind feat.葉月ゆら （原曲:東方風神録「信仰は儚き人間の為に」）
  - CROSS GRUDGE （原曲:東方星蓮船「法界の火」）
  - Layzer Scream （原曲:東方星蓮船「虎柄の毘沙門天」）
  - Mysterious Apple!! （原曲:東方幻想郷「Bad Apple!!」）
  - Floating Darkness... feat.月子 （原曲:東方星蓮船「平安のエイリアン」）
  - 風姿華傳
- BLUE TOPAZ （2010年/C78）
  - Sweet x Sweet （Tatsh feat.井ノ上奈々）
  - TOPAZ （Tatsh）
  - Sky in your BLUE （Tatsh feat.三澤秋&TSUKASA）
  - 流れ星に願い込めて... （Tatsh feat.葉月ゆら）
  - ROOM No.432 （Tatsh）
- FAR EAST OF EAST III （2010年/C78）
  - Introduction Music Crystal at 3rd EAST
  - 深紅の想い feat.RUNA （原曲:東方紅魔郷「ルーネイトエルフ」）
  - 涙のソリチュード feat.サリヤ人 （原曲:ダブルスポイラー「無間の鐘〜Infinite Nightmare」）
  - Progress （原曲:東方永夜抄「プレインエイジア」）
  - EVER Field feat.福山沙織 （原曲:東方風神録「神々が恋した幻想郷」）
  - 哀、揺れて・・・ feat.哀川めぐみ （原曲:ダブルスポイラー「妖怪モダンコロニー」）
  - FOUR SEASONS OF LONELINESS verβ feat.サリヤ人 （原曲:東方星蓮船「感情の摩天楼〜Cosmic Mind」）
  - 蜃気楼 （原曲:ダブルスポイラー「妖怪の山〜Mysterious Mountain」）
  - The eternity stay with feat.Kraster （原曲:東方永夜抄「エクステンドアッシュ〜蓬莱人」）
  - Stray （原曲:ダブルスポイラー「ネメシスの要塞」）
- FAR EAST OF EAST IV （2010年/C79）
  - Introduction Music Crystal at 4th EAST
  - 儚く散り逝く夜桜 feat.星野奏子 （原曲:東方妖々夢「幽雅に咲かせ、墨染の桜〜Border of Life」）
  - Monochrome Eden feat.桜井零士（原曲:東方妖々夢「人形裁判〜人の形弄びし少女」）
  - Snow Crystal （原曲:東方妖々夢「妖々夢〜Snow or Cherry Petal」）
  - beautiful dreamer feat.Sister （原曲:妖精大戦争「妖精大戦争〜Fairy War」）
  - 悲しみならば 胸に抱いて feat.福山沙織 （原曲:東方文花帖「レトロスペクティブ京都」）
  - 月時計〜ルナ・ダイアル (DJムラサメ TEKK REMIX) （原曲:東方紅魔郷「月時計〜ルナ・ダイアル」）
  - snow snow feat.井ノ上奈々 （原曲:東方怪綺談「神社」）
  - Cruel Moon NuMIX （原曲:東方永夜抄「千年幻想郷〜History of the Moon」）
  - JACKs （原曲:妖精大戦争「ルーズレイン」）
- Limit Black CD （2010年/C79）
  - ALIVE 〜偽リノナイ世界〜 （Tatsh feat.サリヤ人）
  - Synapse
  - MAGE
  - Anxiety （Jam&Face(JDYE&Tatsh)）
- EVER GREEN （2011年/C80）
  - 希望 -Malibu Mix-
  - EVER GREEN （Tatsh feat.サリヤ人）
  - DECADE -EVER TRANCE ver-
  - ホログラム・ロマンス （K-MASERA&Tatsh feat.古川未鈴）
- FAR EAST OF EAST V -東方大清掃- （2011年/C80）
  - スターティング・大清掃
  - クリーン☆タイム feat.星野奏子 （原曲:東方萃夢想「仰空」）
  - 酒掃薪水・お掃除嫌いなあなたへ feat.福山沙織 （原曲:「東方妖々夢」東方妖々夢〜AncientTemple）
  - おてんば恋娘のシャレオツな掃除部屋 （原曲:東方花映塚「おてんば恋娘の冒険」）
  - 六十年目の東方大清掃 （原曲:東方花映塚「六十年目の東方裁判〜Fate of Sixty Years」）
  - アップデイト・ルーム （原曲:東方風神録「少女が見た日本の原風景」）
  - キャプテン・ムラサメ （原曲:東方星蓮船「幽霊客船の時空を越えた旅」）
  - お掃除上手な魔女一派 （原曲:東方萃夢想「魔女達の舞踏会」）
  - パラグアス 〜 東方大清掃エディション （原曲:東方星蓮船「万年置き傘にご注意を」）
  - -儚- Little Moon Night(NewMIX) feat.月子 （原曲:東方永夜抄「蠢々秋月〜Mooned Insect」）
- FAR EAST OF EAST VI （2011年/C81）
  - Introduction-FAR EAST OF EAST VI- （原曲:東方神霊廟「欲深き霊魂」）
  - 信仰-1st Desire- feat.小田ユウ （原曲:東方神霊廟「聖徳伝説〜True Administrator」）
  - 閃光-2nd Desire- feat.ENA （原曲:東方神霊廟「デザイアドライブ」）
  - 雷洸-3rd Desire- （原曲:東方神霊廟「古きユアンシェン」）
  - 栄華ノ夜 （原曲:東方神霊廟「大神神話伝」）
  - 佐渡ノ寂しがり屋 feat.福山沙織 （原曲:東方神霊廟「佐渡の二ッ岩」）
  - 瞬甲-DJ MURASAME TEKK MIX- （原曲:東方神霊廟「門前の妖怪小娘」）
  - 天国ノ扉 feat.JUNY （原曲:東方紅魔郷「亡き王女の為のセプテット」）
  - 孤独に耐えせし少女ノ祈リ feat.福山沙織 （原曲:東方紅魔郷「ヴワル魔法図書館」）
  - Killer'sDub （djKiller）
- FREE CONNECTION（2012年/C82）
  - DJ MURASAME名義のランダム・シャッフル再生対応CD。全30トラック（曲名の表記なし）
- FAR EAST OF EAST VII （2012年/C82）
  - イントロダクション -HEART&HEART-
  - ハートフェルト・ユニバース feat. 小田ユウ （原曲:東方地霊殿「ハートフェルトファンシー」）
  - ウィンド・ブレイク （原曲:東方風神録「神は恵みの雨を降らす〜Sylphid Dream」）
  - フィロソフィア feat. karon & m@sumi （原曲:東方地霊殿「ハルトマンの妖怪少女」）
  - 星空クラヴィア feat. m@sumi （原曲:大空魔術「天空のグリニッジ」）
  - リンネ feat. yukacco & DJ GENKI （原曲:東方妖々夢「幽霊楽団〜Phantom Ensemble」）
  - フィールド・オブ・ハーツ （原曲:大空魔術「車椅子の未来宇宙」）
  - リモート・ファズ （原曲:東方地霊殿「ラストリモート」）
  - リディアン・イン・ザ・シー feat. ENA （原曲:東方地霊殿「地霊達の起床」）
  - ガールズ・スペース[FEOE7ver] （原曲:東方地霊殿「少女さとり〜3rd eye」）
- FAR EAST OF EAST VIII （2012年/C83）
  - 蛍火 feat. 月子 （原曲:東方永夜抄「懐かしき東方の血〜Old World」）
  - 月影リベラリスト feat. 小田ユウ （原曲:東方永夜抄「シンデレラケージ〜Kagome-Kagome」）
  - The eternity stay with feat. Ne;on （原曲:東方永夜抄「エクステンドアッシュ〜蓬莱人」）
  - Progress  （原曲:東方永夜抄「プレインエイジア」）
  - 儚- Little Moon Night feat. 月子 （原曲:東方永夜抄「蠢々秋月〜Mooned Insect」）
  - Abyss of Sorrow （原曲:東方永夜抄「もう歌しか聞こえない」）
  - Let me blow feat. ENA （原曲:東方永夜抄「月まで届け、不死の煙」）
  - 夜草 （原曲:東方永夜抄「月見草」）
  - CYBER Sparks （原曲:東方永夜抄「恋色マスタースパーク」）
  - Cruel Moon （原曲:東方永夜抄「千年幻想郷〜History of the Moon」）
  - アルバトロス （原曲:東方永夜抄「少女綺想曲〜Dream Battle」）
  - EVER NIGHT-DJ MURASAME mix- （原曲:東方永夜抄「夜雀の歌声〜Night Bird」）
- Winter System （2012年/C83）
  - Tri Again 〜 Slow Kiss In Your SKy 〜 feat.茶太 （PCゲーム『Triagain』オープニング主題歌）
  - Omit Colors
  - 二人過ごしていた この季節の中で・・・ feat.福山沙織 （PCゲーム『Triagain』エンディング主題歌）
  - Double System
  - Tired （DJ ムラサメ）
- FAR EAST OF EAST IX （2013年/C84）
  - Introduction -FAR EAST OF EAST IX-
  - また会える日まで… （原曲:東方輝針城「ミストレイク」 歌唱:小田ユウ）
  - アンビエント・ダーク （原曲:東方輝針城「孤独なウエアウルフ」）
  - 祝福の風 （原曲:東方輝針城「秘境のマーメイド」 歌唱:Rino）
  - Fly Through （原曲:東方輝針城「運河を行き交う人妖」）
  - 柳緑花紅 （原曲:東方輝針城「柳の下のデュラハン」）
  - FullMoon （原曲:東方輝針城「満月の竹林」）
  - Dance with Me? （原曲:東方輝針城「不思議なお祓い棒」）
  - amiss reflection -Tatsh DEEPHOUSE MIX- （原曲:東方怪綺談「the Grimoire of Alice」 歌唱:美里）
  - 月時計〜ルナ・ダイアル (DJムラサメ TEKK REMIX) （原曲:東方紅魔郷「月時計〜ルナ・ダイアル」）
- FREE CONNECTION 2（2013年/C85）
  - DJ MURASAME名義のランダム・シャッフル再生対応CD第2弾。全30トラック（曲名の表記なし）
- Rebellion （2014年/C86）
  - Rebellion
  - Cross＋Angel feat.彩音 -Special Long ver-
  - I.D. feat.彩音 -Special Long ver-
  - Impact -Special Extended ver-
  - CrossShooter -Special Extended ver-
  - from Rested Point
- FRONTIER （2014年/C87）
  - FRONTIER
  - Demain
  - 希望の地平 feat.安田みずほ
  - 空の調べ
  - 双月 feat.小田ユウ
  - SIREN'S SILENCE
  - 幽玄ノ乱 -Album New Mix-
- FAR EAST OF EAST -X- （2015年/C88）
  - Introduction -FAR EAST OF EAST X-
  - MOON LIGHT DANCE （原曲:東方永夜抄「狂気の瞳〜Invisible Full Moon」 歌唱:安田みずほ）
  - Sync Ghost （原曲:東方神霊廟「ゴーストリード」）
  - あなたを探したくて… （原曲:東方紺珠伝「宇宙を飛ぶ不思議な巫女」 歌唱:rino）
  - Phobetor （原曲:東方紺珠伝「九月のパンプキン」）
  - 芽生える光 （原曲:東方地霊殿「緑眼のジェラシー」）
  - BlazeConductor -Extended- （原曲:東方地霊殿「死体旅行〜Be of good cheer!」）
  - METAL RABBIT （原曲:東方紺珠伝「兎は舞い降りた」）
  - FOUR SEASONS OF LONELINESS （原曲:東方星蓮船「感情の摩天楼〜Cosmic Mind」 歌唱:サリヤ人）
  - EVER Field （原曲:東方風神録「神々が恋した幻想郷」 歌唱:福山沙織）
  - BlazeConductor -GAME edit-
- Phantasia （2015年/C88）
  - Phantasia
  - Daylight -Deemo Edtion-
  - NeedYourLuv -Deemo Edtion-
  - Rise Up -Deemo Edtion-
  - TRUE END feat.安田みずほ
  - NeedYourLuv -extended Acid jazz remix- feat.小野秀幸
  - Rise up -void Mournfinale remix-
- FAR EAST OF EAST -XI- （2015年/C89）
  - Introduction -FAR EAST OF EAST XI-
  - White World feat.小田ユウ （原曲:東方紺珠伝「ピュアヒューリーズ〜心の在処」）
  - ゆけむり魂温泉 / 魂音泉 -Tatsh FEOE XI Remix- （原曲東方地霊殿:「旧地獄街道を行く」）
  - 覚醒少女 （原曲:東方風神録「少女が見た日本の原風景」）
  - Fortune of Strings （原曲:東方紺珠伝「逆転するホイールオブフォーチュン」）
  - ラピスディペルティメント feat.福山沙織 （原曲:東方紺珠伝「パンデモニックプラネット」）
  - 記憶の橋 （原曲:東方地霊殿「渡る者の途絶えた橋」）
  - 信仰 1st Desire -PUMP IT UP ver- feat.小田ユウ （原曲:東方神霊廟「聖徳伝説〜True Administrator」）
  - 哀、揺れて… -PUMP IT UP ver- feat.哀川めぐみ （原曲:東方文花帖「妖怪モダンコロニー」）
  - 信仰 1st Desire -FEOE VI Original ver- feat.小田ユウ （原曲:東方神霊廟「聖徳伝説〜True Administrator」）
  - 哀、揺れて… -FEOE III Original ver- feat.哀川めぐみ （原曲:東方文花帖「妖怪モダンコロニー」）
- FAR EAST OF EAST -XII- （2016年/C90）
  - Introduction -FAR EAST OF EAST XII-
  - 紅ノ道標 feat. 上園千紗 （原曲:東方紅魔郷「上海紅茶館〜ChineseTea」）
  - Ring a bell beautifully （原曲:東方紅魔郷「明治十七年の上海アリス」）
  - 星屑カフェタイム feat. rino （原曲:大空魔術「衛星カフェテラス」）
  - 魔法少女達のDubStep （原曲:東方紅魔郷「魔法少女達の百年祭」）
  - Wither / EastNewSound -DJ MURASAME FEOE XII Remix- feat. 紫咲ほたる （原曲:東方妖々夢「幽雅に咲かせ、墨染の桜〜Border of Life」）
  - NightDream （原曲:東方紅魔郷「妖魔夜行」）
  - 幻想プリンセス -FEOE XII Mix- feat. 小田ユウ （原曲:東方風神録「稲田姫様に叱られるから」）
  - PhantomMoon （原曲:東方幻想郷「可愛い悪魔〜Innocence」）
  - FEEL MY BEAT feat. 黒田椋子(IOSYS) （原曲:東方輝針城「始原のビート〜Pristine Beat」）
- FioRA （2016年/C90）
  - FioRA
  - S.T.E
  - The SUN
  - MusicRevolver -Platinum Long ver-
- FAR EAST OF EAST -XIII- （2016年/C91合わせ）
  - Introduction -FAR EAST OF EAST XIII-
  - 下弦の月 feat. 小田ユウ （原曲:東方永夜抄「千年幻想郷〜History of the Moon」）
  - 1969 （原曲:東方永夜抄「ヴォヤージュ1969」）
  - Scream out!/A-One　-Tatsh FEOE13 Remix- feat. 越田Rue隆人×あき （原曲:東方風神録「明日ハレの日、ケの昨日」「ネイティブフェイス」）
  - EVIDENCE OF EAST feat. 安田みずほ （原曲:東方輝針城「輝く針の小人族〜Little Princess」）
  - 鬼神 （原曲:東方輝針城「リバースイデオロギー」）
  - 夢幻ノ扉　feat. ENA （原曲:東方神霊廟「死霊の夜桜」）
  - inanimateness　feat. 夕月椿 （原曲:東方妖々夢「人形裁判〜人の形弄びし少女」）
  - white emotion / PhantomMist　-Tatsh FEOE13 Remix- （原曲:東方心綺楼「亡失のエモーション」）
  - FEEL MY BEAT -More Rock Extended-　feat. 黒田椋子 （原曲:東方輝針城「始原のビート〜Pristine Beat」）
  - Ring a bell beautifully -GAME Edit- （原曲:東方紅魔郷「明治十七年の上海アリス」）
- あなたとの夜明けの物語 （2017年/M3）
  - EVERYTHING -Long ver- feat. 小田ユウ
  - blizzard signal
  - Plaintivenote （『Deemo』収録予定曲）
  - SMILE GENERATION -GAME ver- feat. 小田ユウ
  - EVERYTHING -GAME ver- feat. 小田ユウ
- FAR EAST OF EAST -XIV- （2017年/C92）
  - Introduction -FAR EAST OF EAST XIV-
  - In the Air feat.星野奏子 （原曲:東方文花帖「風神少女」）
  - メタリフ・マジック （原曲:東方封魔録「恋色マジック」）
  - SeacretMyStory （原曲:東方萃夢想「御伽の国の鬼が島〜Missing Power」）
  - また会える日まで… -EURO Extended- feat.小田ユウ （原曲:東方輝針城「ミストレイク」）
  - ミザリィ feat.小田ユウ （原曲:東方怪綺談「悲しき人形〜Doll of Misery」）
  - SuntanGirl （原曲:東方紅魔郷「おてんば恋娘」）
  - NEXSUS WiNG / DiGiTAL WiNG -Tatsh FEOE14 Remix- （原曲:東方永夜抄「少女綺想曲〜Dream Battle」「恋色マスタースパーク」）
  - Out of Phantom （原曲:旧約酒場「アウトサイダーカクテル」）
  - DIVINE PLACE -RMX1000 Club Mix- （原曲:東方風神録「神さびた古戦場〜Suwa Foughten Field」「御柱の墓場〜Grave of Being」）
- FAR EAST OF EAST -XV- （2017年/C93）
  - 胡蝶の夢 feat. 小田ユウ （原曲:東方天空璋「希望の星は青霄に昇る」）
  - 七星の剣 feat. 桜井零士(ツーワンセルフ) Guitar. 黒沢ダイスケ （原曲:東方天空璋「秘匿されたフォーシーズンズ」）
  - SakuraColors （原曲:東方天空璋「桜色の海を泳いで」）
  - フェアリー・ラビリンス feat. 上園千紗 （原曲:東方天空璋「真夏の妖精の夢」）
  - MagicPowerStone （原曲:東方天空璋「魔法の笠地蔵」）
  - Twice feat. NanaTakahashi （原曲:東方天空璋「山奥のエンカウンター」）
  - FUTURE DESTINATION （原曲:東方天空璋「クレイジーバックダンサーズ」）
  - SnowFall Guitar. KatsumiYoshihara （原曲:東方天空璋「幻想のホワイトトラベラー」）
  - 星雲への祈り （原曲:東方天空璋「一対の神獣」）
  - ExtremeRevenging （原曲:東方天空璋「秘神マターラ〜Hidden Star in All Seasons.」）
- Xevel （2017年/C93）
  - Xevel -Platinum Long ver-
  - TECHNO BLINK （DJ MURASAME）
  - Deep LiGHT （Tatsh feat. 三澤秋）
  - AREA184 -Platinum Mix- （Persona）
  - Eternal Love -Platinum Long ver- （Tatsh feat. 小田ユウ）
  - Next Landing
  - Xevel -Game ver-
- ELECTRIC GARDEN （2018年/M3）DJ MURASAME名義
  - Awake,Speedy -LongMix-
  - NewASIA
  - キャプテン・ムラサメ （原曲:東方星蓮船「幽霊客船の時空を越えた旅」）
  - TECHNO COMPLEX -LongMix-
  - Tropics feat.小田ユウ
  - 瞬甲 （原曲:東方神霊廟「門前の妖怪小娘」）
  - IMAGINARY DAY
  - ELECTRIC GARDEN （typeAに-ZenhanMix-、typeBに-KouhanMix-が収録）
- FAR EAST OF EAST -XVI- （2018年/C94）
  - カレイド・スコープ feat. 小田ユウ （原曲:卯酉東海道「ヒロシゲ36号〜NeoSuperExpress」）
  - 追憶のイノセンス feat. ゆずり(CielArc) Guitar.黒沢ダイスケ （原曲:夢違科学世紀「童祭〜InnocentTreasures」）
  - 星空クラヴィア （原曲:大空魔術「天空のグリニッジ」）
  - 禁じられた二人 feat. 桜井零士 （原曲:蓮台野夜行「月の妖鳥、化猫の幻」）
  - 弦魔術狂想曲 Guitar.千本松仁 （原曲:蓮台野夜行「魔術師メリー」）
  - パラボリック・フライト （原曲:大空魔術「G Free」）
  - 星屑カフェタイム -newmix- feat.rino （原曲:大空魔術「衛星カフェテラス」）
  - プレジャー・トリップ （原曲:燕石博物誌「他愛も無い二人の博物誌」）
  - 静寂 （原曲:蓮台野夜行「少女秘封倶楽部」）
  - シークレット・アンビション （原曲:蓬莱人形「蓬莱伝説」）
- FAR EAST OF EAST -XVII- （2018年/C95）
  - Introduction -FAR EAST OF EAST XVII-
  - 魔女たちの舞踏会 feat. 星野奏子 Guitar. 黒沢ダイスケ （原曲:東方封魔録「恋色マジック」）
  - 春の雪 feat. okogeeechann(Adust Rain) Guitar. こ〜じ(Spoo and Nick) （原曲:東方妖々夢「ブクレシュティの人形師」）
  - 見慣れた日々を過ごして… feat. 小田ユウ （原曲:東方花映塚「六十年目の東方裁判〜Fate of Sixty Years」）
  - Violet Rune （原曲:東方紅魔郷「ラクトガール〜少女密室」）
  - Black Magician's Night Guitar. KatsumiYoshihara （原曲:妖精大戦争「メイガスナイト」）
  - 大地の言霊 （原曲:東方緋想天「有頂天変〜Wonderful Heaven」）
  - baby love feat. ゆずり(CielArc) （原曲:東方花映塚「今昔幻想郷〜Flower Land」）
  - Dulla Rush （原曲:東方輝針城「運河を行き交う人妖」「柳の下のデュラハン」）
  - CYBER Sparks -maimai edit- （原曲:東方永夜抄「恋色マスタースパーク」）
- GEMINI （2018年/C95）
  - Clotho クロートー -Platinum Long ver- （Tatsh feat. 小田ユウ）
  - GEMINI -Platinum Long ver-
  - PRIME -Platinum Long ver-
  - Hydrangea -Game ver-
  - face to face （Tatsh feat. 桜井零士(ツーワンセルフ)）
  - Astro Arts
  - Constellation
- エインヘリャルの蝶と異世界幻術姫 （2019年/M3）
  - Prelude
  - 真実ノ瞳 feat.星野奏子
  - 深淵
  - Triplet
  - 鏡面世界
  - Psychedelic butterfly feat.小田ユウ
  - BloodyAssaultMare （TatshAssaultX）
  - Xevel -Nhato Remix-
- FAR EAST OF EAST-XVIIII- （2019年/C96）
  - Introduction-FAR EAST OF EAST XVIII-
  - ReBirth feat. Sennzai （原曲:「東方花映塚」六十年目の東方裁判）
  - 天空の誓い feat. 小田ユウ （原曲:東方妖々夢「天空の花の都」）
  - Drops of Jealousy （原曲:東方地霊殿「緑眼のジェラシー」）
  - 天の花 （原曲:東方鬼形獣「不朽の曼珠沙華」）
  - 飾る花を咲かそう feat. 星野奏子 （原曲:東方花映塚「花は幻想のままに」）
  - 永遠の回顧録 （原曲:蓮台野夜行「幻想の永遠祭」）
  - Deep Lament （原曲:東方鬼形獣「地蔵だけが知る哀嘆」）
  - With love,With you feat. 上園千紗 （原曲:東方神霊廟「夢殿大祀廟」）
  - other side （原曲:東方花映塚「彼岸帰航~RiversideView」）
- REDRAVE （2019年/M3）
  - REDRAVE （Tatsh&NAOKI feat.Kent Alexander）
  - BELIEVE〜赤い絆〜 feat.小田ユウ
  - Molto Allegro -2019Mix-
  - Without You feat.星野奏子
  - I wanna dream
  - PRIME -PureEURO Style-
  - HEAVEN'S GATE feat.JUNY （原曲:東方紅魔郷「亡き王女の為のセプテット」）
  - 雷洸-3rd Desire- （原曲:東方神霊廟「古きユアンシェン」）
- 二つの魂を剣に託して FAR EAST OF EAST-XIX- （2019年/C97）
  - Introduction -FAR EAST OF EAST XIX-
  - 二つの魂を剣に託して feat.小田ユウ （原曲:東方妖々夢「広有射怪鳥事〜Till When?」）
  - 二人しか知らない明日 feat.星野奏子 （原曲:東方紺珠伝「永遠の春夢」）
  - 天翔アステリズム （原曲:東方鬼形獣「聖徳太子のペガサス〜Dark Pegasus」）
  - Engraving Knives （原曲:東方鬼形獣「偶像に世界を委ねて〜Idoratrize World 」）
  - サクラヘリテージ （原曲:東方鬼形獣「エレクトリックヘリテージ」）
  - Secret Heaven -Long ver- feat.RayZY&黒沢ダイスケ
- HARMONIX （2020年/M3）
  - 双子の少女
  - ゆく先は見えずとも feat.佐藤アスカ
  - 隙間の休息地にて
  - 惑いし者の心は feat.星野奏子&黒沢ダイスケ
  - 見いだせし道の果てに
  - 同じ明日へ…　feat.Leina
  - conflict/siromaru+cranky -Tatsh REMIX-
- TEARED （2020年）
  - TEARED feat.小坂りゆ
  - 水のマテリアル
  - マテリアルの力
  - ティアの孤独
  - 涙の解決 feat.藍月なくる（Endorfin.）
  - 未来のリベレイト feat.RINA（I've）
  - 絆のカタチ
  - BlackDream/Tatsh x RoughSketch
- BLUE&RED （2020年/M3）
  - MYSTIQUE feat.musica
  - 青い薔薇の微笑 feat.Sennzai
  - TEARED feat.小坂りゆ -NewMix-
  - SecretHeaven feat.桜井零士 -NewMix-
  - 未来のリベレイト feat.RINA(I’ve) -NewMix-
  - 涙の解決 feat.藍月なくる(Endorfin.) -NewMix-
  - デジタリックラヴ feat.さいだるい -Reborn-
  - 虹と風の丘 feat.大瀬良あい -Reborn-
  - 忍〜SHI・NO・BI〜 feat.朝ノ姉妹ぷろじぇくと
  - 最果ての雨 （水花）
  - Sacred
  - Unknown
  - V.G.S
  - dōng tiān
  - For Tomorrow
  - PROVIDENCE-CORE
  - NuRAVE
  - 黎明-REIMEI-
  - BAR MYSTIQUE
  - REDRAVE -mitsu Remix-
- Join/Never cry for you （2020年）
  - Join （Tatsh feat. musica）
  - Never cry for you （Tatsh feat. nayuta）
- EXTENDED （2021年）
  - Xanatos-Platinum long ver-
  - Adam （DJ MURASAME）
  - PsychedelicButterfly-EXTENDEDMIX- feat.小田ユウ
  - JAPANESQUE-EXTENDEDMIX- feat.星野奏子
  - JellyBeans-OriginalMIX- feat.musica
- Xenophobia （2021年）
  - Xenophobia
  - レクトシティ feat.アキ・ローゼンタール
  - The Happy Prince feat.星野奏子
  - アイスブルーの瞳
  - 見えない刃
  - Never cry for you feat.nayuta
  - ジェリービーンズ feat.musica
  - RAISE THE GEAR
  - TECHNO-MEDIAN （DJ MURASAME）
  - Xanatos -Nhato Remix-
- SummerLiberation （2021年）
  - SummerLiberation feat.musica
  - I(アイ)の遺伝子 feat.nayuta
  - paralyze
  - Join -Piano ver-
  - 水の都
- LOVE WILL （2021年）
  - I(アイ)の遺伝子 feat.nayuta
  - 満月の夜
  - Dim of grey feat.okogeeechann
  - 悪夢
  - Dear My Knight feat.狛茉璃奈
  - once in a blue moon feat.musica
  - Above the horizon
  - Starry night feat.88.nia
  - VIVE Wonderland
  - Versus / kors k vs Tatsh
- WinterSnowFantasy （2021年）
  - WinterSnowFantasy feat.BΣrettaCrossrain&狛茉璃奈
- Relation （2022年/M3）
  - Introduction〜Relation
  - スカイブルーの瞳 feat.狛茉璃奈
  - グレイ、再び
  - 暴走〜out of control
  - 灰の花 feat.nayuta
  - Protection feat.みぃ(GET IN THE RING)
  - 自由への絆 feat.星野奏子
  - Crystal love feat.88.nia
  - BLUE ZONE -Long ver- （Tatsh x NAOKI）
  - Bye for now
- TECHNO-METAVERSE （2022年/M3）DJ MURASAME名義
  - METAVERSE
  - Purple Wave （TAG vs DJ MURASAME）
  - Sensitivity feat.星野奏子
  - Pisces
  - Answer feat.88.nia
  - Destruction
  - Strike A Pose feat.山本メーコ
  - Demon’s Gate
  - 未来のリベレイト < techno dub remix > feat.RINA(I’ve)
  - Adam
  - Find You feat.KENTO
- グランシュライデ主題歌&BGM （2023年）
  - GENERATE-次元衝突領域-
  - セントレイク
  - シラクレナ
  - ヒノイ
  - フェンテス
  - 危険領域
  - GENERATE-次元衝突領域- <InstrumentalMix>
- EternalScale （2023年/M3）
  - Xenolith
  - Vatrum / Laur vs Tatsh
  - 永遠の絆 EternalScaleMix feat.nayuta
  - 不穏の赤光
  - 紅炎 feat.星野奏子
  - スミレの花 feat.山本メーコ
  - Lacrimosa
  - トルコ行進曲
  - 時計台の記憶 feat.月乃
  - Only One Light feat.MayumiMorinaga
  - Aqua Keys
- Drive Euphoria （2023年/M3）
  - Empty Heart feat.daizee
  - RED RAVE -Euphoria ver-
  - BLUE ZONE -Euphoria ver-
  - TRY AGAIN feat.S.I.S
  - 夜明けのプロムナード feat.星野奏子
  - White Ice World feat.小池若菜
  - 涙の解決 -Euphoria ver- feat.藍月なくる
  - MAZE
  - Tropics -Euphoria ver- feat.山本メーコ
  - 聖者の鼓動 -Euphoria ver-
  - IMAGE REBORN -DIVINITY-

### 参加作品
- Global Girls Generation
  - HEROISM WING （歌唱:中恵光城）
- Cradle2
  - Cruel Moon （原曲:東方永夜抄「千年幻想郷〜History of the Moon」）
- Iconostasis
  - 聖なる激情 〜織部まふゆ・山辺燈〜 （歌唱:葉月ゆら、月子）
- Heavenly Sequence
  - -儚- Little Moon Night （原曲:東方永夜抄「蠢々秋月〜Mooned Insect」 歌唱:月子）
- 秋葉文化祭 コンピレーションアルバムVol.2
  - 孤独に耐えせし少女ノ祈リ 〜FAR EAST GATE ZERO〜 （原曲:東方紅魔郷「ヴワル魔法図書館」 歌唱:福山沙織）
- A Couple of Time
  - amiss reflection Tatsh DEEPHOUSE MIX （原曲:東方怪綺談「the Grimoire of Alice」）
- 東方PARTYBOX
  - 幻想プリンセス （原曲:東方風神録「稲田姫様に叱られるから」 歌唱:小田ユウ）
- Blind Emotion
  - inanimateness （原曲:東方妖々夢「人形裁判〜人の形弄びし少女」 歌唱:夕月椿）
- 盃 -SAKAZUKI- 参
  - アジアンドリームス
- CONNECT ME!!!
  - NuRAVE
- partial recall
  - Unknown （Tatsh Assault X）
- We Are Slave For VRChat -Remixes-
  - We Are Slave For VRCHAT Tatsh Remix
- ANTHEM COLOR 2 -Club Music Selection-
  - Roulette （DJ MURASAME a.k.a Tatsh）
- MAX SBY -all is 7-
  - SEVEN -Special Rock ver.- （作曲:NAOKI、編曲担当）
- Stay Alive 4 Dreams -WGC-
  - Stay Alive 4 Dreams -悠久乱舞 Remix- （作曲:PINK PONG、Remixed by 世阿弥 a.k.a Tatsh）

### 未発表曲
- 君をのせて -Tatsh バルスmix-

## 楽曲提供
- 川鍋ゆみ
  - The other side of darkness（ニンテンドーゲームキューブ『ジェネレーション オブ カオス イクシード 〜闇の皇女ロゼ〜』主題歌）
- 11eyes Original Sound Track & Arrange Sound Track
  - Lunatic Tears... (Tatsh Remix)
  - 忘却の剣 (Pf ver.)
- BΣretta Crossrain
  - Just Believe
  - 漆黒のドレス
- CM音楽
  - アストロジャックス
  - 京アニショップ！
- D-st.
  - Rainbow Dream
  - YES
- Flare Rune&織姫はるか
  - 二人だけの世界
- GO!GO!カートくん
  - カートくんマーチ
- musica
  - Voiceless mind
  - Dance w/z my heart
- Tatsh + きこうでんみさ
  - Inoccent Gate〜背徳への序幕〜
- Velforest.
  - Next Relation （Xbox 360、PS2『Memories Off 6 Next Relation』主題歌）
- VIVE Wonderland
- Vket5
  - Entrance
  - Day
  - Evening
  - Night
  - Night-Australia
- Vket2022Summer
  - Vket2022 summer Ent-LAN-ce
- GameVketZero
- WAR OF BRAINS
  - SnakeDarkDragon
  - エリカ （Tatsh feat. KOTOKO）
  - BrokenDestiny
  - HolyKnight
- Ya-Ya-yah
  - Just wanna lovin' you （未発表曲）
- yozuca*
  - Daybreak for me
  - sayonara jewel
  - Reality awake
- 阿澄佳奈、水橋かおり、新谷良子、後藤邑子
  - ?でわっしょい （TVアニメ『ひだまりスケッチ×365』オープニング主題歌）
- 阿澄佳奈、水橋かおり、新谷良子、後藤邑子、松来未祐、チョー、蒼樹うめ
  - ひだまりランド・ゴーランド
- 彩音
  - Lunatic Tears... （PCゲーム『11eyes -罪と罰と贖いの少女-』オープニング主題歌）
  - 忘却の剣 （PCゲーム『11eyes -罪と罰と贖いの少女-』挿入歌）
  - 永遠のメモリーズ （PSP版『Memories Off』、『Memories Off 2nd』主題歌）
  - 君の描片〜キミノカケラ〜 （PSP版『想い出にかわる君 〜Memories Off〜』、『Memories Off 〜それから〜』主題歌）
  - あの空の果てまで （PSP版『Memories Off #5 とぎれたフィルム』主題歌）
  - Endless Tears...（Xbox 360版『11eyes CrossOver』オープニング主題歌）
  - 静かなる瞬間の中で
  - Drive on dragoon（リミックス）
  - ハートのSEASON（リミックス）
  - Arrival of Tears （TVアニメ『11eyes』オープニング主題歌）
  - 真実への鎮魂歌 （PSP版『11eyes CrossOver』オープニング主題歌）
  - 覚醒-Flactional Vision- （PCゲーム『シンクライアント』オープニング主題歌）
  - The place in your dream （『彩音のChoco-Bana Radio』OPソング）
  - STARLIGHT TWILIGHT （『グルーヴコースターEX』収録）
  - for Dearest （PS4、PS Vita、Nintendo Switch『メモリーズオフ -Innocent Fille- for Dearest』オープニングテーマ）
- 稲田徹、若本規夫
  - 対策ール・ララバイ
- 井ノ上奈々
  - Sweet x Sweet （未発表曲） - C78での頒布作品『BLUE TOPAZ』に収録
  - 流れ星に願い込めて... （未発表曲） - C78での頒布作品『BLUE TOPAZ』にカバーバージョンが収録
- 遠藤綾
  - 瑠璃色の逆光
- 奥井雅美
  - ミギマワリ進化系
- 幼依もゆる
  - キラキラ☆スパーク
- 音ゲーV雑談
  - ワンモアは止まらない
- キダチのチャンネル
  - 動画BGM
- 小清水亜美
  - Dream Hunter （OVA『AIKa ZERO』エンディング主題歌）
- 狛茉璃奈
  - 銀のナイフ
- 桜井零士
  - Love is Dead-桜井零士ver.-
- 佐咲紗花
  - Lucky☆Racer （『らき☆すた』スピンアウト番組『らっきー☆れーさー』オープニング主題歌）
- サリヤ人
  - 未来デザイン 〜明るいサリヤ〜
  - 雫 〜しっとりサリヤ〜
  - so beautiful song 〜優しいサリヤ〜
- 水花
  - 世界はまだ私たちに適応してくれない
  - サヴァイヴ
  - 最果ての雨
  - as it is
  - Shelter (instrument)
  - 心の地下室
  - Precious Days
  - DAYBREAK
  - After Rain
  - Eternal Moon
  - フィロソフィア
  - 消えない煌めき
- 高垣彩陽
  - Perfect affection
- 茅原実里
  - Dears 〜ゆるやかな奇跡〜
  - Cynthia
  - truth gift
  - CRESCENDO
  - 放課後、音楽室で
  - Fairy Tune
  - FUTURE STAR
  - under "Mebius"
  - X-DAY
  - Forever Memories
- 茅原実里、水原薫
  - sentimental cool
- ちっち
  - クリスタライズ （PCゲーム『夜明け前より瑠璃色な -Moonlight Cradle-』挿入歌）
- チャン・リーメイ
  - Sky High （Active Planets 1st ALBUM 『AMASIA』に収録）
- デュエル・マスターズ プレイス
  - 「火文明限定戦」専用バトルBGM
- 猫山苗のドージンってなに?
  - 番組BGM
- 長谷川明子
  - Day of the future（『THE IDOLM@STER MASTER ARTIST 2-03 星井美希』に収録）
- 葉月ゆら
  - 柩
- ばっどとりっぷ
  - BadRoseTrip （入場SE曲）
  - 白昼の聖譚曲-デイライトオラトリオ-
- 飛蘭
  - Realization （TVアニメ『はぐれ勇者の鬼畜美学』オープニング主題歌）
- 星野奏子
  - 白幻 〜HAKUGEN〜
  - Hello Again 〜only one for you〜
  - 愛しさよりも深い感情
  - 空の下で 〜reprise〜
  - ジャパネスク
  - レンズ越しに覗く夢 （原曲:東方風神録「妖怪の山～Mysterious Mountain」） （東方キャノンボール）
- 水原薫
  - delight and alive
- ミッシェル・ロロ・コットン
  - 笑顔のエナジー
- メルシュ-Malstrøm-
  - Linkage Drag